# Tetragoneura pseudoardeiceps
Tetragoneura pseudoardeiceps är en tvåvingeart som beskrevs av Duret 1982. Tetragoneura pseudoardeiceps ingår i släktet Tetragoneura och familjen svampmyggor. Inga underarter finns listade i Catalogue of Life.